# Троходендровые
Троходе́ндровые (лат. Trochodendraceae) — семейство распространённых в Азии реликтовых двудольных растений, включающее два ботанических рода. По современной классификации APG IV входит в монотипный порядок Троходендроцветные (лат. Trochodendrales), включаемый в дочернюю кладу Эвдикоты клады Цветковые растения.

## Классификация
В состав семейства входят два монотипных рода современных растений:
- Tetracentron Oliv. (1889) — Тетрацентрон. Единственный современный вид, Tetracentron sinense, встречается в Китае и Непале. Это листопадные деревья высотой до 30 метров и диаметром до 1 метра.
- Trochodendron Siebold & Zucc. (1839) typus — Троходендрон. Известен единственный современный вид, Trochodendron aralioides Eichler, — деревья высотой от 5 до 25 метров, в диком виде встречающиеся в Японии, а также на Корейском полуострове и Тайване; как декоративное растение троходендрон культивируется по всему миру. Описано также несколько ископаемых видов этого рода (окаменелости с отпечатками частей троходендрона найдены в Японии, на Камчатке и на западе Северной Америки).

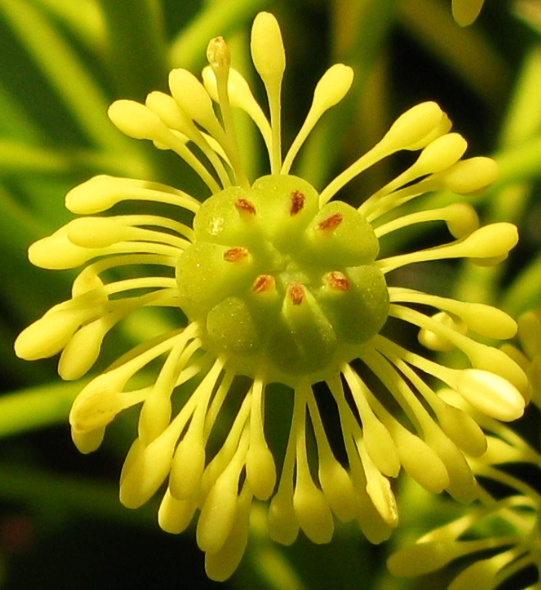
Trochodendron aralioides, цветок крупным планом. Околоцветники у цветков троходендрона отсутствуют

В системах классификации APG I (1998) и APG II (2003) семейство Trochodendraceae рассматривалось как монотипное, а род Tetracentron выделялся в самостоятельное семейство Тетрацентровые — Tetracentraceae A.C.Sm. (1945), nom. cons.. Семейства Trochodendraceae и Tetracentraceae входили в неформальную кладу eudicots, но не были включены в состав какого-либо порядка. В более современной системе APG III (2009) и ее последней версии APG IV (2016) эти два рода были объединены в единое семейство, выделенное в самостоятельный порядок Trochodendrales. 
К этому семейству также относят два вымерших рода:
- †Nordenskioldia
- †Zizyphoides

### Таксономическое положение[3]
- Trochodendrales Takht. ex Cronquist, 1981, Integr. Syst. Class. 157
- Trochodendraceae Eichler, 1865, Flora 48: 14

Семейство Троходендровые порядка Троходендроцветные включается в дочернюю кладу Эвдикоты клады Цветковые растения. Кладограмма в соответствии с Системой APG IV:
|  |                          |  |                                   | порядок Троходендроцветные |  | семействоТроходендровые |  | 2 рода |  | 2 вида |
|  |                          |  |                                   | порядок Троходендроцветные |  | семействоТроходендровые |  | 2 рода |  | 2 вида |
|  | клада Цветковые растения |  |                                   |                            |  |                         |  |        |  |        |
|  |                          |  |                                   |                            |  |                         |  |        |  |        |
|  |                          |  | ещё 63 порядка цветковых растений |                            |  |                         |  |        |  |        |
|  |                          |  |                                   |                            |  |                         |  |        |  |        |

## Синонимы
В синонимику порядка Trochodendrales входят следующие названия:
- Trochodendrineae Engl.
- Trochodendranae Reveal